# 상하이 나이츠
《상하이 나이츠》(영어: Shanghai Knights)는 2003년 개봉한 미국의 액션 코미디 영화로, 2000년 영화 《상하이 눈》의 속편이다.

## 한국어 더빙 성우진

### MBC (2006년 10월 4일)
- 홍시호 - 천 왕/존 웨인(성룡)
- 김영선 - 로이 오배넌(오웬 윌슨)
- 최한- 넬슨 라스본(에이단 길렌)
- 박선영 - 천 린(범문방)
- 이성
- 권혁수
- 이미자
- 이윤연
- 김기철
- 이상범
- 문남숙
- 방성준
- 김두희
- 이민하
- 한경화

### KBS (2013년 7월 5일)
- 김일 - 천 왕/존 웨인(성룡)
- 김승준 - 로이 오배넌(오웬 윌슨)
- 강구한 - 넬슨 라스본(에이단 길렌)
- 서지연 - 천 린(범문방)
- 이재용 - 우찬(견자단)
- 장민혁 - 아서 코난 도일(톰 피셔)
- 이진화 - 빅토리아 여왕(젬마 존스)
- 변영희 - 아버지(진금상) / 소매치기(조나단 하비)
- 오인실 - 찰리 채플린(애런 존슨) / 호텔 여성(애나루이즈 플로먼)
- 김두용 - 호텔 지배인(에릭 메이어스) / 소매치기(메튜 스톤리)
- 김소희 - 호텔 여성(조지나 채프먼)
- 한복현 - 보안관(맷 힐) / 시장(콘스탄틴 그레고리)